# Trung tâm Văn hóa và Khảo cổ ở Nowa Słupia
Trung tâm Văn hóa và Khảo cổ ở Nowa Słupia (tiếng Ba Lan: Centrum Kulturowo-Archeologiczne w Nowej Słupi) là một công viên giáo dục và khảo cổ học tọa lạc trên phố Świętokrzyska của thành phố Nowa Słupia, huyện Kielecki, tỉnh Świętokrzyskie, Ba Lan. Trung tâm này hoạt động dưới sự quản lý của Trung tâm Di sản Dãy núi Świętokrzyskie ở Nowa Słupia. Diện tích của trung tâm là hơn 4 ha.

## Lịch sử
Việc xây dựng Trung tâm Văn hóa và Khảo cổ ở Nowa Słupia được tiến hành trong hai năm 2010 - 2011 và nhận được sự hỗ trợ kinh phí từ Quỹ Phát triển Khu vực Châu Âu, trong khuôn khổ của Chương trình Hoạt động Khu vực của tỉnh Świętokrzyskie. Trung tâm của người Slav và người Viking từ Wolin là một trong số các nhà thầu đảm nhiệm việc xây dựng các tòa nhà và công trình trong khuôn viên của trung tâm. Lễ khai trương trung tâm chính thức được tổ chức vào ngày 20 tháng 8 năm 2011.

## Giờ mở cửa
Trung tâm Văn hóa và Khảo cổ ở Nowa Słupia là một cơ sở hoạt động theo mùa, mở cửa từ tháng Năm đến tháng Mười. Khách tham quan phải trả phí vào cửa.